# A Golden Wake
A Golden Wake ist ein Point-and-Click-Adventure, das von Grundislav Games entwickelt und von Wadjet Eye Games am 9. Oktober 2014 für 
Linux, Microsoft Windows, OS X veröffentlicht wurde.

## Handlung
Das Spiel ist in den 1920er Jahren der USA angesiedelt. Immobilienkaufmann Alfie Banks ist der Protagonist des Spiels, der versucht in Miami Fuß zu fassen. In New York wurde er entlassen, nachdem neidische Kollegen ihm einen Diebstahl unterschoben.

## Spielprinzip
Mit der Maus wird die Spielfigur bewegt. Gegenstände im Inventar können durch Mausklicks mit anderen oder der Umgebung kombiniert werden. In Verkaufsgesprächen kann der Spieler ehrlich antworten, lügen oder seichte Witze machen, um eine Frage zu übergehen. Je nach Gegenüber ist dies unterschiedlich effektiv.

## Rezeption
Die Geschichte sei unterhaltsam und böte interessante Figuren. Vor allem sei das Szenario noch unverbraucht. Das Spiel besteche durch die zeitgenössische Atmosphäre. Grafisch böte es Retro-Charme, der aber mittlerweile auch bei Freeware-Produktionen stark verbreitet sei. Die Rätselqualität sei durchwachsen. Die Geschichte sei wenig aufregend, könne aber dennoch packen. Größere spielerische Herausforderungen wären wünschenswert gewesen. A Golden Wake sei ein durchschnittliches Adventure ohne Ecken und Kanten. Mit erfolgreichen Retro-Adventures wie Blackwell Epiphany könne es nicht mithalten.